# Michael Whitaker
Michael Whitaker (född 18 mars, 1960) är en berömd hoppryttare från England. Han har bland annat tagit silvermedalj i OS 1984 i Los Angeles tillsammans med det brittiska landslaget som även innefattar hans äldre bror och tillika kände ryttaren, John Whitaker. Michael har även vunnit ett flertal medaljer i EM, VM och Världscupskval. Michael Whitaker var medlem i brittiska landslaget mellan 1982 och 2006 och representerade laget hela 143 gånger.

## Biografi
Michael Whitaker föddes den 18 mars 1960 i Yorkshire, England. Han föddes in i en hästintresserad familj, som även drev ett eget mejeri. Michael är yngre bror till den mycket framgångsrika John Whitaker och deras bror Steven Whitaker som också tävlat framgångsrikt. Michael och hans bröder lärde sig rida av sin mamma Enid och Michael började tävla ponny vid 7 års ålder.
Michael debuterade internationellt 1976, redan vid 16 års ålder då han blev trea i Junior-EM. 1978 vann han guld och blev europeisk juniormästare. 1980, vid 20 års ålder var han den yngste vinnaren av Hickstead Derby någonsin. I september 1993 gick han om sin bror på världsrankningen då han blev rankad 1:a av Internationella ridsportförbundet. 1999 blev Michael även den högst placerade brittiska ryttaren i en Världscupfinal med en femteplacering. Han slogs sedan sitt eget rekord och blev återigen högsta placerade britt med en tredjeplats år 2001.
Michael Whitaker deltog i OS för första gången 1984 i Los Angeles där han tillsammans med brittiska landslaget tog en silvermedalj. Han deltog även i OS år 1992 i Barcelona, 1996 i Atlanta och 2000 i Sydney.
Michael Whitaker bor i Whatton med sin sambo Melissa och sina tre barn Jack, Molly och Katie Jane.

## Meriter

### Medaljer
Guld
- Junior-EM 1978
- EM 1987 i St Gallen (Lag)
- EM 1989 i Rotterdam (Lag)

Silver
- OS 1984 i Los Angeles (Lag)
- VM 1986 i Aachen (Lag)
- EM 1989 i Rotterdam (Individuellt)
- EM 1991 i La Baule (Lag)
- EM 1993 i Gijón (Lag)
- EM 1995 i St Gallen (Lag)
- EM 1995 i St Gallen (individuell)

Brons
- VM 1990 i Stockholm (Lag)
- Junior-EM 1976
- EM 1993 i Gijón (Individuellt)
- EM 1997 i Mannheim (Lag)
- EM 2007 i Mannheim (Lag)

### Övriga meriter
- Rankad 1:a på världslistan år 1993 och rankad 2:a mellan september 2005 och augusti 2006
- Högst placerade brittiska ryttaren i en världscupfinal (5:e plats), slogs sedan sitt eget rekord 2001 (3:e plats)
- Har vunnit prestigefyllda King George V's Cup fyra gånger (1982, 1989, 1992 och 1994)
- Var medlem i brittiska landslaget i 24 år med 30 segrar.
- Yngsta deltagare att vinna Hickstead Derby någonsin, vid 20 års ålder (1980)
- Ytterligare 3 vinster i Hickstead Derby (1991, 1992, 1993)

## Topphästar
- Portofino 63, f. 1994 , brunt Holländskt varmblod e:Habsburg
- Up to date 8, f. 1997, fuxfärgad Westfalisk häst e:Upan La Jarthe
- Mozart des Hayettes, f. 1996, brun Belgisk sporthäst e:Papillon Rouge